# Doris Hare
Doris Hare, född 1 mars 1905 i Bargoed, död 30 maj 2000 i Northwood, London, var en walesisk skådespelare. Hon är känd i rollen som Mrs Mabel "Mum" Butler i Busskisarna. Hon spelade även Queenie Baxter i Adrian Moles hemliga dagbok och Unge Adrians lidanden.